# Whitfield (Northamptonshire)
Whitfield is een civil parish in het bestuurlijke gebied South Northamptonshire, in het Engelse graafschap Northamptonshire met 274 inwoners.